# حاجز أطرانط
حاجز أوطرانط هو حقل ألغام بحرية في قناة أطرانط هو المضيق الذي يسمح بالمرور من البحر الأدرياتيكي إلى البحر الأبيض المتوسط . يقع تقريبًا بين الساحل الألباني وكعب شبه الجزيرة الإيطالية .

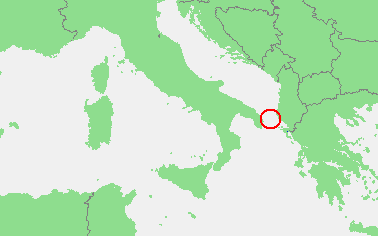
موقع مضيق اوترانتو

خلال الحرب العالمية الأولى ، سعى الحلفاء إلى إغلاق هذا المضيق لمنع السفن البحرية النمساوية المجرية من دخول البحر الأبيض المتوسط وتعطيل خطوط اتصالات الحلفاء هناك. يتكون الحاجز من حقول ألغام، ودوريات سفن صيد مسلحة، بالإضافة إلى قوات سطحية متمركزة بشكل أساسي في برينديزي . إنه بعيد عن أن يكون محكمًا ويهدف قبل كل شيء إلى جعل مرور الغواصات النمساوية المجرية والألمانية أمرًا صعبًا. هذا أيضا يجعل من الممكن لمنع 4 المدرعات النمساوية المجرية، حتى لو كان يعتبر خروج من جانبهم من غير المحتمل.